# Revere (Massachusetts)
Revere – miasto w Stanach Zjednoczonych, w północno-wschodniej części stanu Massachusetts, w zespole miejskim Bostonu.
Miasto nazwane ku czci Paula Revere’a.